# Исторические общества Российской империи
Исторические общества в России:

## Московское общество истории и древностей Российских
Древнейшее русское И. общество, основанное в 1805 г., — Императорское московское общество истории и древностей российских. Деятельность общества на пользу русской истории открылась появлением в 1815 году I части трёхтомника «Русские достопамятности» (II ч. — 1843, III ч. — 1844). В этом сборнике помещено несколько весьма важных памятников, исторических и литературных, преимущественно древних: Русская правда и Устав о мостах Ярослава; Устав новг. кн. Святослава Ольговича 1137 г.; двинские уставные грамоты; договор Мстислава с Ригою; Слово о Полку Игореве и др. С 1815 г. стали выходить «Записки и труды», посвящённые преимущественно исследованиям по древней географии и истории России, а также описанию монет и древностей — Калайдовича, митр. Евгения, Арцыбашева, Снегирева, А. Писарева, Кеппена. Всего по 1837 г. вышло 8 ч. С 1838 по 1844 г. обществом издано (трудами М. П. Погодина) 7 частей «Русского И. Сборника», в котором помещались географические исследования и описания городищ Ходаковского; описания древних могил и курганов; местнические дела XVI и XVII вв., и др. Кроме того до 1846 г. обществом были напечатаны отдельными изданиями: «Предварительные критические исследования» Эверса, в перев. Погодина (1829); «Обзор Кормчей книги» Розенкампфа (1834); «Корсунские врата» Аделунга (1834): «Супрасльская рукопись» (1836); «Псковск. летопись», изд. Погодиным (1837); «Повеств. о России» Арцыбашева (1833—43); «Книга посольская» (1843); «Галицкая Русь» Зубрицкого, перев. Бодянского (1845); «Книга Большого Чертежа», Спасского (1846); «О русск. войске» Беляева (1846); иссл. и лекции Погодина (I—II т., 1846). Гораздо шире становится историч. деятельность общества со времени редактирования его трудов О. М. Бодянским. В 1846—48 г. он издал 23 книжки «Чтений в обществе Ист. и Др. Росс. при Моск. ун.», в которых были помещены: «История Руссов» мнимого Конисского, летописи малороссийские и известия о казаках малороссийских и донских (Симоновского, Ригельмана, Миллера и др.), V т. истории Татищева, Шуйские акты, фамильные акты Голохвастовых и др., акты московского собора об еретиках и церковно-истор. материалы XV—XVI вв.; переписка за время Северной войны, малороссийские дела XVII—XVIII вв. и известия о России иностранцев, впервые появляющиеся в нашей историч. литературе. Появление в «Чтениях» (1848) соч. Флетчера: «О Московском государстве в XVI в.» было роковым для общества и редактора. Бодянский должен был покинуть Московский унив., «Чтения» прекратились и заменены «Временником», изд. под ред. проф. Беляева. Новый орган, которого до 1857 г. вышло 25 т., носил историко-юридический характер и касался главным образом эпохи Московского государства. Из более ценных материалов в него вошли: Домострой, летописи, разрядные и писцовые книги, статейные списки, торговые и таможенные книги, местнические дела, родословные книги, разные грамоты, описи городов и т. д. Лучший период для общества наступил в царствование Александра II. Бодянский вновь стал секретарем общества и редактором возобновленных им «Чтений», которые, по прежней программе стали выходить по четыре книги в год. Бодянский редактировал их до самой смерти (1877). Продолжая помещать известия иностранцев, он ввел изучение славянства, западного и южного, и поместил множество материалов по новой истории России, до того времени мало доступной для нашей печати и науки. Так появились материалы: о царевиче Алексее Петровиче, Артемии Волынском, Феофане Прокоповиче, Бироне, Брауншвейгской фамилии, Арсении Мацевиче, Новикове, Радищеве и др.; дела по истории раскола и ересей; о комиссии уложения и об Академии наук; о Московском и Казанском унив.; о падении Польши; по крестьянскому вопросу; ряд записок деятелей XVIII в.; обширный архив гр. А. П. Румянцева; соч. Щербатова и мн. др. Исследования большею частью посвящались древнему периоду русской истории. С 1877 г. по 1888 г. «Чтения» редактировал А. Н. Попов, поместивший наибольшее число материалов по церковно-полемической литературе XII—XVIII вв. и исследований в области древнерусской литературы. С 1889 г. по 1894 г. редактирует «Чтения» Е. В. Барсов, который в бытность свою в Олонецком крае собрал богатейший запас рукописей, принадлежащих тамошним монастырям, и ими главным образом наполнял отдел материалов. При нем «Чтения» открыли доступ историческим диссертациям. Всего по 1894 г. вышло «Чтений» — 169 книг. Имена авторов, наиболее обогативших своими трудами «Чтения»: Е. В. Барсов, О. М. Бодянский, И. Д. Беляев, арх. Григорий, И. Е. Забелин, Зерцалов, П. И. Иванов, арх. Леонид, М. П. Погодин, А. Н. Попов, Н. А. Попов, В. М. Ундольский, братья Холмогоровы, Д. В. Цветаев, А. А. Чумиков, А. Н. Шемякин и Щербачев.
С самого основания до 1893 г. обществом издано до 149 отдельных изданий, громадное большинство которых — оттиски материалов и исследований, помещенных в «Чтениях». При обществе — библиотека и архив, с богатым собранием рукописей, из которых в И. отношении наиболее замечательны следующие: И. достопримечательности г. Архангельска, астраханские воеводские наказы 1646—48 гг., прение о вере королевича Вольдемара, писцовые выписи XVII в., венчание вел. князей и царей на царство, грамоты и столбцы 1592—1748 г., Гуго-Гроций: «О мире и войне» (пер. 1748 г.), отдельные жития и сборники русских святых, «Иркутские И. достопримечательности» А. Лосева (с XVII до нач. XIX в.), история Димитрия царевича 1730 г., история А. Палицына, сказания А. М. Курбского, родословные и разрядные книги, Уложение царя Алексея Михайловича с дополнениями, бумаги Ив. С. Аксакова (1890 г.) и мн. др. В 1893 г. обществу дан новый устав, делающий его исключительно И. обществом и формулирующим его главную задачу так: «собирание материалов для отечественной истории и разработка оной по всем вопросам и предметам в область её входящим».

## Одесское общество истории и древностей
Вторым по времени основания было Императорское одесское общество истории и древностей российских. В § 2 устава задача общества определена так: а) заниматься отыскиванием, разбором м объяснением документов и актов, до истории Новороссийского края относящихся; б) подвергать критическим исследованиям показания древних писателей о его местностях и достопримечательностях и отыскивать следы их в настоящем времени; в) приготовлять запасы для будущей истории края собиранием верных сведений о настоящем его состоянии в отношении к географии и статистики, и г) разбирать выходящие на русском и иностранных языках сочинения, имеющие тот же предмет, и определять степень их достоверности. Самые лучшие результаты, судя по рефератам, читаемым на заседаниях общества, и по содержанию «Записок» его, за все 54-летнее существование общества дали работы по первым двум пунктам. Трудами Мурзакевича, Марковича, Андриевского, Соколова, Скальковского, Бруна, Спасского, Дашкова и др. собраны богатые материалы по истории края, особенно Запорожья и Крыма, и составлены исторические описания многих городов и областей. В области древней И. географии более других работали Надеждин, Бларамберг, Бертье-Делагард, Брун, Бурачков. До 1893 г. орган общества, «Записки», выходили в неопределенные сроки; с этого же года общество, достигнув увеличения ежегодного казённого пособия, решало издавать их, начиная с XV т. (1893), книжками, ежегодно около 20 листов. В XV томе имеется новый отдел — история славян. С самого основания общества, деятельность его в области археологии нисколько не ослабляется, несмотря на то, что раскопками в Крыму, напр., уже давно заведует СПб. археологическая комиссия. Отдельные издания общества: Mursakewicz, "Descriptio musei publicani Odessanii (1840); Григорьева «Описание куфических монет X в.» (СПб., 1841); кн. Мыщецкий, «История о казаках Запорожских» (1851); Мурзакевич, «Очерк научных заслуг М. С. Воронцова» (1861); von Blau, «Die orientalischen Münzen des Museum der Kaiserl. histor.-arch. Gesellschaft zu Odessa» (1876); Бертье-Делагард, «Катал. картам, планам, чертежам и видам, хранящимся в Музее О. О. И. и Д.» 1888); Юргевич, «И. очерк 50-летия Имп. О. О. И. Д.» (1889); Яковлев, «Указатель Феодосийского музея древностей» (1890) и «50-летие ученой деятельности В. Н. Юргевича» (1892). К январю 1893 г. в обществе было 16 почетных членов, 122 действительных и 40 членов-корреспондентов и сотрудников. Расход в 1892 г. — 2752 р. Библиотека общества в 1892 г. имела более 4500 томов книг и брошюр и 500 разных рукописей.

## Русское историческое общество
Императорское русское И. общество в Санкт-петербурге основано в 1866 году и с этого же года по 1894 год состояло под председательством Наследника Цесаревича, впоследствии царствующего Императора. По 1 § устава, общество «имеет целью собирать, обрабатывать и распространять в России материалы и документы, до отечественной истории относящиеся, как хранящиеся в правительственных и частных архивах и библиотеках, так равно и находящиеся у частных людей». Через несколько лет общество расширило свою задачу, озаботившись извлечением материалов о России, хранящихся в иностранных архивах, и при содействии министра иностранных дел и русских миссий в Лондоне, Берлине, Дрездене, Париже и Вене успело собрать обширный запас материалов, состоящий из донесений иностранных послов, бывших в России в XVII—XVIII вв.(см. Сказания иностранцев, Записки иностранцев о Российской империи). С 1867 г. общество издает свой «Сборник»; в 1893 г. издан 88-й том. Содержание его — почти исключительно материалы. Наибольшее число последних относится к XVIII в., и именно к царствованию Екатерины II: 1) И. сведения и материалы о Екатерининской комиссии для составления проекта нового уложения (т. IV, VIII и XIV — ред. Поленова и XXXII, XXXVI, XLIII и LXVIII — ред. В. И. Сергеевича); 2) бумаги Екатерины II, хранившиеся в архиве министерства иностранных дел (т. XXVII и XLII); 3) финансовые документы царствования Екатерины II (т. XXVIII и XLV); 4) письма Мельхиора Гримма и Екатерины II (т. XXXIII и XLIV), 5) дипломатическая переписка Екатерины II (т. XLVIII, LI, LVII и LXXXVII); 6) переписка Екатерины II с Фридрихом П (т. XX) и 7) «донесения» и «дипломатическая переписка» иностранных послов при русск. дворе; особенно обширна переписка англ. послов (т. XXXIX, L, LXI, LXVI, LXXVI, LXXX и LXXXV). Из других материалов XVIII в. наибольшую важность имеют «Протоколы, журналы и указы Верховного тайного совета» (т. LI, LV LXIII, LXIX, LXXIX и LXXXIV) и тома XI и XXIV, отн. ко времени Петра I. Затем, имеется довольно много документов, посвящённых эпохе Александра I: 1) переписка Ришельё с имп. Александром I (т. LIX), 2) дипломатические сношения России с Францией в эпоху Наполеона (т. LXX, LXXVII, LXXXII, LXXXVIII), и эпохе Николая I: 1) журналы и дела Высочайше учрежденного 6 декабря 1826 г. особого секретного комитета (т. LXXIV) и 2) политическая переписка Николая I с ген. Савари (т. LXXXIII); К XV и XVII вв. относятся т. XXXV, XXXVII, XXXVIII, XL, LIII, LIX, LXXI и LXXII (Памятники дипломатических сношений России с Польшей, с Тевтонским орденом, Англией и др.). Из бумаг частных лиц изданы: 1) бумаги Булгакова (т. XLVII), 2) акты из архива Репнина (т. XLV), 3) бумаги А. А. Закревского (т. LXXIII и LXXVIII), 4) бумаги из архивов Панина, Орловых, Шереметевых и Будберга (частями, в разных томах). Каждый том снабжен азбучным указателем, но только одних собственных имен. Из всех 88 т. «Сборника» монографическими трудами являются только следующие: IV и VIII (Поленов, «И. сведения о Екатерининской комиссии»), XIII (Грот, «Сотрудничество Екатерины II в „Собеседнике“ Дашковой»), XXVI и XXIX (Григорович, «Канцлер кн. А. А. Безбородко»). Материалы, изд. обществом, особенно важны ввиду того, что они изданы по подлинными документам и полными сериями, посвящёнными данному вопросу. В издании и редакции их участвовали: кн. П. А. Вяземский, К. К. Злобин, А. X. Бек, Д. В. Поленов. П. П. Пекарский, А. Ф. Бычков, А. Н. Попов, А. М. Куломзин, Н. И. Костомаров. Г. Ф. Штендман, В. И. Сергеевич, Я. К. Грот, А. А. Половцев, Е. Н. Бестужев-Рюмин, А. С. Трачевский и др. В последнее время общество предприняло составление полного биографического словаря русских И. деятелей. Пока только трудами П. Н. Петрова изданы два тома азбучного указателя имен, долженствующих быть помещенными в словаре (тт. LX и LXII, в 1887 и 1888 г.). Краткие отчеты общества, касающиеся почти исключительно издательской его деятельности печатаются в «Правительственном Вестн».

## Киевское общество летописца Нестора
Киевское общество летописца Нестора при Унив. св. Владимира открыто 14 января 1873 г., хотя хлопоты об открытии подобного И. общества со стороны митроп. Иннокентия, кн. Давыдова, Максимовича в др. начались еще в 1841 г. В течение 1 1/2 г. со дня утверждения общество существовало вне Университета, собираясь на заседания в здании 1-й киевской гимназии, и примкнуло к Университету только тогда, когда оказалось невозможным открыть второе И. общество, из университетских профессоров и преподавателей. Задача общества — содействовать развитию русской И. науки: истории политической и церковкой, истории литературы и права, археологии, нумизматики и др.; в круг занятий общества входит также разработка истории и литературы всеобщей, «насколько это находится в связи с умственною жизнью русского народа». В заседаниях общества читаются рефераты, отчеты и т. п., печатавшиеся, в первое время, в киевских повременных изданиях. Более всего посвящено сообщений Малороссии и Югу России, в историческом и археологич. отношениях. Общество устроило 3-й археологический съезд и издало его «Труды» (1878). Оно издает «Чтения в И. обществе летописца Нестора», первая книга которых вышла в 1879 г., под редакцией проф. Иконникова. В 1893 г. вышла 7-я книга «Чтений». Первый отдел их состоит из протоколов заседаний и из сообщений, второй отдел — исследования. С 4-й книги появился новый отдел — материалы, с 7-й — библиография. Особенную важность представляют исследования: Иконникова — «Князь Скопин-Шуйский» (кн. I) и «Дмитрий Самозванец и Сигизмунд III» (кн. IV); Дашкевича — «Былины об Алеше Поповиче» (кн. III); Владимирского-Буданова, «Поместное право в древн. эпоху литовско-русского государства» (кн. III) и «Черты семейного права западной России в половине XVI в.» (кн. IV) и др. Из материалов особенно ценны — «Акты по истории землевладения в Малороссии» (кн. IV) и «Наука о противной унии, св. Кирилла» (кн. V). Второй отдел II книги, посвящённый Владимиру св., был издан отдельно, под заглавием: «Сборник в память 900-летия крещения Руси» (1888). В его состав вошли статьи Соболевского, Бережкова и Фортинского. В настоящее время председатель общества — Владимирский-Буданов, секретарь — Дашкевич. При обществе имеется библиотека, число томов (вместе с брош.) которой в 1892 г. доходило до 1500. Об этом обществе см. статью А. Нестроева в «Историческом Обозрении», изд. под ред. Н. И. Кареева (1891, т. II).

## Петровское общество исследователей Астраханского края
Петровское общество исследователей Астраханского края открыто 4 октября 1874 г. «в память пребывания в Астрахани в 1722 г. Петра I и в ознаменование 200-летия со дня его рождения». § 3 устава общества так определяет задачу общества: «Собирать сведения, относящиеся к делу всестороннего изучения края и распространять их в виде сырых материалов или в обработанном виде». До октября 1886 г. общество оставалось почти в бездействии. В 1887 г. начаты работы по разработке и описи местных архивов, по устройству публичного музея (открыт в декабре 1890 г.), по изданию «Сборника» (I т. вышел в 1892 г.). Для удобства работ в 1887 г. члены общества были разделены на две секции: историко-этнографическую и естественно-историческую. В 1888 г. обществу дан новый устав. Кроме «Сборника», им изданы «Программа для собирания археологических, нумизматических, исторических и этнографических сведений по Астраханскому краю» и некоторые рефераты. В 1890 г. общ. принимало участие в Казанской научно-промышленной выставке экспонированием гербариумов астраханской флоры, коллекций насекомых, минералов и др. естественных богатств и доставлением описаний и альбомов, характеризовавших край в историческом, археологическом и др. отношениях. В 1892 г. оно образовало «комиссию для рассмотрения вопросов по организации общественных работ в Астраханском крае». Труды членов историко-этнографической секции были посвящены изучению и описанию края в археологическом, историческом и этнографическом отношениях. Из них выделяются работы Малиновского (например «О поездке в село Селитреное», «Воеводский наказ 1679 г.», «Астраханский Кремль» и др.), Житецкого («Астраханские калмыки») и Новолетова («Об административных границах Астраханского края и о начальниках, управляющих им со времени присоединения к России до 1870-х гг.»), Библиотека общества к 1 янв. 1893 г. заключала 1478 названий, в 2459 № (преимуществ. из пожертвований). Музей состоял из трех отделов: естественно-исторического, историко-этнографического и научно-промышленного. Открыт для посетителей.

## Историко-филологическое общество при Харьковском университете
Историко-филологическое общество при Харьковском университете открыто 28 февраля 1876 года. При обществе состояли Педагогический отдел под председательством Н. Ф. Сумцова, Д. И. Багалея, а также Англо-французский отдел (с 1916).
Председатели: В. К. Надлер (1877—1878); А. А. Потебня (1878—1890); М. С. Дринов (1890—1897); Н. Ф. Сумцов (1897—1918).
По 1 § устава общество занималось разработкой вопросов, входящих в область историко-филологических наук, преимущественно же исследованием местной старины. На заседаниях (ок. 6 ежегодно) обыкновенно реферировали Потебня, Кирпичников и Дринов (по вопросам русск. яз. и словесности), Лебедев (по церковной истории), Ефименко, Сумцов и Багалей (преимущественно по местной истории). Обществом изд. три тома «Сборника». Первый том (1886) весь состоит из материалов для истории колонизации и быта степной окраины Московского государства, собранных и редактированных Д. Багалеем. Второй т. (1890) составляют: 1) отчет о деятельности общества за 1889 г., 2) сведения об архиве ист.-филологического общества, 3) некролог Колмачевского, 4) продолжение «Материалов», Вагаля, и 5) сказки, пословицы,.. запис. в Екатеринославской и Харьковской губ. Третий том (1892): 1) Савва — «О времени и месте крещения вел. кн. Ольги», 2) Плохинский — «Материалы для истории внутренней жизни левобережной Украины» и 3) Багалей — «Критико-библиографический очерк литературы по истории слободской Украины». В 1892 г. при обществе открыт педагогический отдел, под председательством Сумцова. Общество имеет в своем ведении исторический архив, в состав которого входят: 1) архив малороссийской коллегии, 2) часть так назыв. чугуевской переписки, 3) дела архива губернского правления, бывшей канцелярии и упраздненных присутственных мест Харьковской губ. и 4) дела, пожертвованные частными лицами. Особенную важность для истории слободской Украины XVII—XVIII вв. имеет первый. Самый богатый отдел его составляют дела судные; затем идет административный отдел, дела денежные, военные, почтовые, о размежевании и уничтожении сотенных правлений, копии жалованных грамот, местнические дела и пр. Большая часть дел архива касается казачества. Общее число документов и дел малороссийской коллегии не менее 30000, документов архива харьковского губ. правления свыше 18000. Со времени основания общества его отчеты и рефераты печатались в отчетах по Университету, в «Харьковском календаре» (1884) и в «Харьк. Губ. Ведом.».

## Казанское общество археологии, истории и этнографии
Деятельность общества имеет предметом отечественную историю (его историю до 1890 г. и деятельность в археолог. и этнографических отношениях см. соотв. статью). Орган общества — «Известия», которых по март 1893 г. вышло XI т. Более выдающиеся статьи — Владимирова, «Об историческом значении библиотеки Соловецкого м-ря, хранящ. при Казанской духовной акад.» (т. II); Качановского, «Неизданные грамоты из афонских архивов» (т. III); Фирсова, «Вопрос о беглых и разбойниках. в комиссии 1767 г.» (т. IX); его же, «Голод перед Смутным временем в Московском государстве» (т. X); Газенвинкеля: «Разрядные книги, как материал для истории Сибири в XVII в.» (т. X). Из отдельных изданий общества к историческим работам относятся: «Архив кн. В. И. Баюшева» (1882) и «Памяти гр. А. С. Уварова. Речи» (1885). При обществе находится архив рукописей — грамот и актов, касающихся местной истории. Важнейшие из них: отрывок старинной летописи, свиток с летописными заметками, рукописный сборник статей духовного содержания, акты и грамоты XVII в., сборник заговоров и заклинаний XVIII—XIX вв., записки старожилов и др. С 1893 г. «Известия» издаются более правильно, 6 раз к год, книжками в 7—8 л.

## Историческое общество при Санкт-Петербургском университете
Историческое общество при Санкт-Петербургском университете возникло в 1889 году. За первые 4 года состоялось 38 собраний общества, на которых читались научные сообщения. Общество издавало сборник «Историческое Обозрение». В 1891 г. при обществе была образована историко-педагогическая секция. Библиотека общества к концу 1893 года имела книг, брошюр и оттисков 428 названий, в 661 томах, а также 30 названий периодических изданий.

## Историко-филологическое общество при Новороссийском университете
Историко-филологическое общество при Новороссийском университете открыло свою деятельность в 1889 г., отделения: Византийское (с 1890), Византийско-Славянское и Педагогическое (с 1904).
Цель общества — «способствовать учеными трудами, собраниями и изданиями развитию и распространению И. и филологических знаний».
Председатели: Успенский Ф. И. (1889—1895); Кочубинский А. А. (1896—1900); Ланге Н. Н. (1900—1904); Истрин В. М. (1905—1907); Вилинский С. Г. (1907—1916);
Сообщения, сделанные в заседаниях общ., главным образом касались классической филологии, затем древнерусской словесности; по истории за 4 года было только 9 рефератов. Общество издает «Летопись И.-Фил. Общ. при Новоросс. унив.», которой по настоящее время вышло 3 тома. В тт. I и III первый отдел посвящён летописи деятельности общества, второй — памяти В. И. Григоровича. Второй том «Летописи» составлен из трудов членов византийского отдела общества, образовавшегося в 1891 г. (статьи Успенского, Дестуниса, Беляева, Корша и Кирпичникова и в приложении «обзор новейшей литературы по византиноведению»).

## Подольский епархиальный Историко-статистический комитет
Подольский епархиальный Историко-статистический комитет — открыт в Каменец-Подольске в 1865 году архиепископом Леонтием для историко-статистического описания приходов и м-рей подольской епархии. До сих пор издано 6 т. «Трудов Комитета». Первый вышел в 1876—77 г. и содержит «И., географический и этнографический очерк Подолии», Симашкевича, и ряд историко-статистических описаний церквей и приходов. Во втором т. (1878—79) помещены статьи: Лобатынского — «Материалы для истории Унии в Подолии», Дороновича — «Армяне в Подолии», а также два библиограф. указателя по истории Подолии. С 1887 по 1892 г. изданы четыре тома «Трудов», из которых III, IV и V посвящены унии, а VI заключает «Статистические сведения Подольской епархии», обработанный Греченко. В 1889 г. при комитет открыто церковное древнехранилище, состоящее большей частью из книг и предметов церковно-И. значения; в 1892 г. их было свыше 1600. См. «Историч. Обозрение» за 1893 г. (заметки проф. Н. Н. Любовича). В 1903 году был переименован в историческое Общество. Председатель Е. Сецинский.

## Историческое общество при Московском университете
При Московском университете историческое общество было создано в 1893 году.
Председатель Владимир Иванович Герье (1895—1917). Среди членов: В. О. Ключевский, М. С. Корелин, М. С. Соловьёв, С. Н. Трубецкой.